# Ordenación de mujeres y la Iglesia católica
En las tradiciones litúrgicas de la Iglesia católica, el término ordenación se refiere al medio por el cual una persona es incluida en una de las órdenes de obispos, sacerdotes o diáconos. La enseñanza de la Iglesia católica sobre la ordenación, como se expresa en el Código de Derecho Canónico, el Catecismo de la Iglesia católica, y la carta apostólica Ordinatio sacerdotalis, es que sólo un varón católico válidamente recibe la ordenación, y "que la Iglesia no tiene autoridad alguna para conferir la ordenación sacerdotal a mujeres y que este juicio debe ser sostenido definitivamente por todos los fieles de la Iglesia". En otras palabras, la iglesia no considera que el sacerdocio masculino sea un asunto de política sino un requisito inalterable de Dios. Al igual que con los sacerdotes y los obispos, la iglesia ordena solo a hombres como diáconos. La iglesia no ordena a nadie que se haya sometido a cirugía de reasignación de sexo y puede sancionar o requerir terapia para sacerdotes que son transexuales, alegando que estos son un indicador de inestabilidad mental.

## Historia

### Iglesia primitiva
Se hacen referencias dentro de las primeras comunidades cristianas al papel de la mujer en los puestos de liderazgo de la iglesia. La carta a los Romanos de Pablo, escrita en el primer siglo, elogia a Febe, quien es descrita como "diaconisa de la iglesia en Cen'chre-ae" para que sea recibida "en el Señor como conviene a los santos, y ayúdala en todo lo que ella requiera de ti, porque ella ha sido una ayuda para muchos y también para mí". En el mismo capítulo, Pablo saluda a varias mujeres prominentes dentro de la iglesia como "colaboradoras en Cristo Jesús", incluyendo a Priscila, quien organizó una iglesia en casa con su esposo, y Junia, a quien Pablo parece identificar como un apóstol.
En el año 494 d. C., en respuesta a los informes de que las mujeres estaban sirviendo en el altar en el sur de Italia, el Papa Gelasio I escribió una carta condenando la participación femenina en la celebración de la Eucaristía, argumentando que esos roles eran reservada exclusivamente para hombres. Sin embargo, su significado y significado no están del todo claros. Debido a varias ambigüedades y silencios textuales, la carta está abierta a más de una interpretación. No es sorprendente que los estudiosos se hayan polarizado acerca de su significado. Roger Gryson afirma que es "difícil formarse una idea de la situación a la que se opuso el Papa Gelasio" y observa que "es lamentable que no se disponga de más detalles" sobre la situación.
Una carta desde el Papa Zacarías hasta Pipino y las autoridades eclesiásticas francas, escribiendo en 747, quien invoca explícitamente esta carta gelasiana, interpreta sacris altaribus ministrare como "servir en los altares divinos". Con esto se entiende la lectura pública de la Biblia durante la misa, el canto en la misa o el ofrecimiento de un aleluya o un canto antifonal. Nunca se le ocurrió a Zacarías que "ministrare" podría significar oficiar como presbítero. Junto a esto hay una carta posterior de los obispos francos al emperador Luis el Piadoso, interpreta 'ministro' en lo que podríamos decir: entrar en el santuario, sostener los vasos consagrados, dar las vestiduras sacerdotales a los sacerdotes y administrar los elementos consagrados a la congregación. Así que el término ministrare es, por sí mismo, insuficiente para sugerir una prohibición total de la actividad presbiteral femenina (tanto ministerial como sacramental al mismo tiempo), que operó décadas antes en el sur de Italia, como muestra la evidencia arqueológica. Por ejemplo en las Catacumbas de San Gennaro (200 km al sur de Roma) donde Cerula y Bitalia fueron pintadas expresamente como obispos ordenados. Se da a entender que estas mujeres estaban desempeñando todos los deberes del sacerdocio ministerial, lo que incluiría la mayoría, si no todos, los deberes de un obispo local. Algo similar sucede en las inscripciones de Bruttium, al sur de Italia, donde unas cuatro décadas antes de que escribiera Gelasio, hay evidencia de que las mujeres estaban funcionando como presbíteras de pleno derecho en todas las funciones.
En la iglesia de  Práxedes Santa Prassede en Roma, "Theodora Episcopa" - episcopa es el latín para "obispo" pero en forma femenina - aparece en una imagen con dos santas y la Virgen María. La tradición eclesiástica explica que esta Theodora era madre del Papa Pascual I, quien pagó por la iglesia. Por lo tanto, el uso de un título generalmente reservado para un obispo romano consagrado podría verse como honorífico, en lugar de sugerir que ella misma asumió un papel de liderazgo, o podría ser una adición posterior. El paralelo en el cristianismo oriental moderno es que la esposa de un sacerdote se titula "Presbytera" (griego) o "Matushka" (ruso) según su papel como anciana o madre de la parroquia.

### Padres de la Iglesia
Muchos Padres de la Iglesia no defendieron ni permitieron la ordenación de mujeres. El Primer Concilio de Nicea—el primer concilio ecuménico—posteriormente decretó que las diaconisases no eran ministros ordenados porque no recibieron la imposición de manos y debían ser considerados laicos.
En cuanto a la "práctica constante de la Iglesia", en la antigüedad los Padres de la Iglesia Ireneo, Tertullian, Hipólito de Roma, Epifanio de Salamina, Juan Crisóstomo, y Agustín de Hipona Todos escribieron que el sacerdocio de mujeres era imposible. El Concilio de Laodicea prohibió ordenar mujeres al presbiterio, aunque el significado del Canon 11 ha recibido interpretaciones muy diferentes en cuanto a si se refiere a diaconisas mayores o mujeres mayores que presiden la parte femenina de la congregación. En el período entre la Reforma y el Segundo Concilio Vaticano, los principales teólogos continuaron oponiéndose a la ordenación sacerdotal de mujeres, apelando a una mezcla de escritura, tradición eclesiástica y ley natural. Aun así, los principales teólogos no descartaron la ordenación de mujeres como diáconos.[cita requerida]

### Concilios ecuménicos
Los concilios ecuménicos, según la iglesia, son parte del magisterio universal y extraordinario, haciendo sus cánones y decretos infalibles en cuanto se refieren a la fe y la moral católicas. El canon 19 del Primer Concilio de Nicea (325 CE) declaró que las diaconisas eran mujeres laicas:
Igual trato debe darse en el caso de sus diaconisas, y en general en el caso de las que han sido inscritas entre su clero. Entendemos por diaconisas aquellas que han asumido el hábito, pero que, dado que no han tenido imposición de manos, deben ser contadas solo entre los laicos.
El canon 15 del Concilio de Calcedonia (451 CE) declaró que las diaconisas son ordenadas y deben practicar el celibato después de la ordenación:
Ninguna mujer menor de cuarenta años debe ser ordenada diácono, y solo después de un escrutinio minucioso. Si después de recibir la ordenación y pasar algún tiempo en el ministerio desprecia la gracia de Dios y se casa, tal persona debe ser anatematizada junto con su cónyuge.

### Predicar Evangelium
El papa Francisco declaró que "Dos mujeres serán nombradas por primera vez en el comité para elegir obispos en la Congregación para los Obispos". Debido a la nueva constitución del Vaticano que entró en vigor el 5 de junio de 2022, "cualquier miembro de los fieles puede presidir un dicasterio", y las congregaciones y los consejos del Vaticano tendrán el título de dicasterio.

## Enseñanza de la iglesia

### Requisitos de las órdenes sagradas
Si bien la iglesia cree que los cristianos tienen derecho a recibir los sacramentos, la iglesia no cree en el derecho a la ordenación. La iglesia cree que los sacramentos funcionan ex opere operato como manifestaciones de las acciones y palabras de Jesús durante su vida, y que según el dogma Jesús sólo escogió a ciertos hombres como apóstoles. La iglesia enseña que el impedimento de una mujer para la ordenación es dirimento, de ley divina, público, absoluto y permanente porque Jesús instituyó la ordenación al ordenar a los doce apóstoles, ya que las órdenes sagradas son una manifestación del llamado de Jesús a los apóstoles.

### Declaración de 1976 sobre la ordenación de mujeres
En 1976, la Congregación para la Doctrina de la Fe emitió la Declaración sobre la Cuestión de la Admisión de Mujeres al Sacerdocio Ministerial que enseñaba que por razones doctrinales, teológicas y razones históricas, la iglesia "no se considera autorizada para admitir mujeres a la ordenación sacerdotal". Las razones dadas fueron la determinación de la iglesia de permanecer fiel a su tradición constante, su fidelidad a la voluntad de Cristo y el valor icónico de la representación masculina debido a la "naturaleza sacramental" del sacerdocio. La enseñanza de la iglesia sobre la restricción de su ordenación a los hombres es que la masculinidad era parte integral de la personalidad tanto de Jesús como de los hombres a los que llamó como apóstoles. La iglesia ve la masculinidad y la feminidad como dos formas diferentes de expresar la humanidad común (esencia).

### Ordinatio sacerdotalis
El 22 de mayo de 1994, Juan Pablo II promulgó la Ordinatio sacerdotalis, donde afirma que la Iglesia no puede conferir la ordenación sacerdotal a mujeres:
Por tanto, para que toda duda quede disipada sobre una cuestión de gran importancia, que atañe a la misma constitución divina de la Iglesia, en virtud de mi ministerio de confirmación de los hermanos (cf. Lc 22, 32), declaró que la Iglesia no tiene autoridad alguna para conferir la ordenación sacerdotal a las mujeres y que este juicio debe ser sostenido definitivamente por todos los fieles de la Iglesia.
El papa Juan Pablo II explica el entendimiento católico de que el sacerdocio es un papel especialmente establecido por Jesús cuando llamó a doce hombres de su grupo de seguidores masculinos y femeninos. Juan Pablo dice que Jesús escogió a los Doce después de una noche en oración y que los Apóstoles mismos fueron cuidadosos en la elección de sus sucesores. El sacerdocio está "específica e íntimamente asociado a la misión del mismo Verbo Encarnado
Papa Pablo VI, citado por Juan Pablo en Ordinatio sacerdotalis, escribió: "La Iglesia sostiene que no es admisible ordenar mujeres al sacerdocio, por razones muy fundamentales. Estas razones incluyen: el ejemplo registrado en las Sagradas Escrituras de Cristo eligiendo a sus Apóstoles sólo entre los hombres; la práctica constante de la Iglesia, que ha imitado a Cristo en escoger sólo a los hombres; y su magisterio vivo que ha sostenido consistentemente que la exclusión de la mujer del el sacerdocio está de acuerdo con el plan de Dios para su Iglesia”.

#### Respuesta de la Congregación para la Doctrina de la Fe
El 28 de octubre de 1995, en respuesta a un dubium sobre la Ordinatio sacerdotalis, la Congregación para la Doctrina de la Fe dijo:
Dubium: Si la enseñanza de que la Iglesia no tiene autoridad alguna para conferir la ordenación sacerdotal a las mujeres, que se presenta en la Carta Apostólica Ordinatio sacerdotalis para ser celebrada definitivamente, debe entenderse como perteneciente al dogma in el depósito de fe de la Iglesia Católica.
Responsum: Afirmativo. Esta enseñanza requiere asentimiento definitivo, ya que, fundada en la Palabra escrita de Dios, y desde el principio constantemente conservada y aplicada en la |Tradición de la Iglesi, ha sido establecido infaliblemente por el Magisterio ordinario y universal (cf. Concilio Vaticano II, Constitución Dogmática sobre la Iglesia Lumen Gentium 25, 2). Así, en las presentes circunstancias, el romano pontífice, ejerciendo su propio oficio de confirmar a los hermanos (cf. Lc 22, 32), ha transmitido esta misma enseñanza mediante una declaración formal, expresando lo que se debe tener siempre, en todas partes, y por todos, como pertenecientes al depósito de la fe.

### Comentario doctrinal sobreAd tuendam fidem
El 15 de julio de 1998 la Congregación para la Doctrina de la Fe emitió un comentario doctrinal sobre Ad tuendam fidem. En él, la congregación dio ejemplos de las doctrinas católicas a las que se les debía el asentimiento pleno de fe, incluida la reserva de la ordenación solo a los hombres:
Un proceso similar se puede observar en la enseñanza más reciente sobre la doctrina de que la ordenación sacerdotal está reservada solo a los hombres. El sumo pontífice, sin querer pasar a una definición dogmática, quiso reafirmar que esta doctrina ha de sostenerse definitivamente, ya que, fundada en la Palabra escrita de Dios, constantemente conservada y aplicada en la Tradición de la Iglesia, ha sido expuesto infaliblemente por el Magisterio ordinario y universal. Como ilustra el ejemplo anterior, esto no excluye la posibilidad de que, en el futuro, la conciencia de la Iglesia progrese hasta el punto en que esta enseñanza pueda definirse como una doctrina que debe creerse como divinamente revelada.

### Decreto sobre el intento de ordenación de algunas mujeres católicas
El 2 de diciembre de 2002, la Congregación para la Doctrina de la Fe emitió el Decreto sobre el Intento de Ordenación de Algunas Mujeres Católicas. En él, la congregación afirma que la doctrina de la ordenación fue propuesta definitivamente por Juan Pablo II en Ordinatio sacerdotalis:
Además está el aspecto doctrinal, a saber, que rechazan formal y obstinadamente una doctrina que la iglesia siempre ha enseñado y vivido, y que fue propuesta definitivamente por el Papa Juan Pablo II, a saber, 'que la iglesia no tiene autoridad alguna para conferir ordenación sacerdotal de la mujer» (Ordinatio sacerdotalis, 4). La negación de esta doctrina se considera con razón la negación de una verdad que pertenece a la fe católica y por tanto merece una justa pena (cf. cánones 750 §2; 1372, n. 1; Juan Pablo II, Ad Tuendam Fidem, 4A).
La congregación afirmó además que negar el dogma es oponerse al magisterio del Papa:
Además, al negar esta doctrina, las personas en cuestión sostienen que el magisterio del romano pontífice sería vinculante solo si se basara en una decisión del colegio de obispos, respaldada por el sensus fidelium y recibida por el mayor teólogos De este modo, se oponen a la doctrina sobre el magisterio del sucesor de Pedro, propuesta tanto por el Concilio Vaticano I como por el II, y por ello no reconocen que las enseñanzas del sumo pontífice sobre las doctrinas que deben considerarse definitivas por todos los fieles son irreformables.

### Catecismo
El Catecismo de la Iglesia Católica, promulgado por Juan Pablo II el 15 de agosto de 1997, establece que la iglesia está obligada por la elección de Jesús de los apóstoles:
El Señor Jesús eligió a los hombres (viri) para formar el colegio de los doce apóstoles... La Iglesia se reconoce ligada por esta elección hecha por el mismo Señor. Por esta razón no es posible la ordenación de mujeres.

### Orden de excomunión de 2008
La Congregación para la Doctrina de la Fe del Vaticano emitió y publicó el 29 de mayo de 2008, en el periódico vaticano L'Osservatore Romano, un decreto firmado por el Cardenal William Levada determinando que las mujeres " sacerdotes" y los obispos que intentaran ordenarlos incurrirían en la excomunión latae sententiae.

### Papa Francisco
El Papa Francisco dijo que "esa puerta está cerrada" con respecto a la ordenación sacerdotal de mujeres, afirmando las enseñanzas de sus predecesores, incluidos San Papa Juan Pablo II y Papa Benedicto XVI. Amplió esto en una declaración informal de noviembre de 2016 en el vuelo de regreso de su visita papal a Suecia para conmemorar la Reforma: "Sobre la ordenación de mujeres en la Iglesia Católica, la última palabra es clara, fue dicho por San Juan Pablo II y esto queda.” Francisco agregó que las mujeres son muy importantes para la iglesia, específicamente desde una "dimensión mariana. En la eclesiología católica hay dos dimensiones para pensar... La dimensión petrina, que es del apóstol Pedro, y el Colegio Apostólico, que es el pastoral de los obispos, así como la dimensión mariana, que es la dimensión femenina de la Iglesia”. La iglesia se representa como la novia de Cristo, como una mujer.

## Ordenación al diaconado
En contraste con la ordenación de mujeres al sacerdocio católico, la ordenación de mujeres al diaconado está siendo discutida activamente por eruditos católicos, y teólogos, así como altos clérigos.
La evidencia histórica apunta a que las mujeres sirvieron en roles ordenados desde sus primeros días tanto en la Iglesia Occidental como en la Iglesia Oriental. Although writers such as Martimort contends they did not. Las diáconas monásticas de Oriente recibían la estola como símbolo de su oficio en la ordenación, que tenía lugar dentro del santuario. El Primer Concilio de Nicea (325) declaró que las diaconisas de las sectas heréticas "no reciben ninguna imposición de manos, por lo que en todos los aspectos se cuentan entre los laicos". El último Concilio de Calcedonia (451) decretó "Una mujer no recibirá la imposición de manos como diaconisa menor de cuarenta años de edad, y solo después de un examen exhaustivo". Gryson argumenta que el uso del verbo cheirotonein y del sustantivo cheirothesia indican claramente que las mujeres diáconos fueron ordenadas por imposición de manos. Las mujeres dejaron de funcionar como diáconos en Occidente en el siglo XIII.
En el siglo pasado, K. K. Fitzgerald, Phyllis Zagano y Gary Macy han defendido la ordenación sacramental de las mujeres como diáconos. Una contribución significativa sobre este aspecto fue hecha por Jean Daniélou en un artículo en La Maison-Dieu en 1960.[cita requerida]
El Concilio Vaticano II en la década de 1960 revivió el diaconado permanente, elevando la cuestión del compromiso femenino de un asunto puramente teórico a uno con consecuencias prácticas. Basado en la idea de que las mujeres diáconos recibieron y son capaces de recibir el sacramento del orden sagrado, ha habido propuestas modernas continuas para ordenar mujeres diáconos permanentes, que desempeñarían las mismas funciones que los diáconos varones y serían como ellos en todos los aspectos. En 1975, el Sínodo Episcopal Católico Romano Alemán en Würzburg votó a favor de ordenar mujeres diáconos. La Congregación para la Doctrina de la Fe en Roma indicó que estaba abierta a la idea y dictaminó en 1977 que la posibilidad de ordenar mujeres como diáconos era "una cuestión que debe ser abordada plenamente por el estudio directo de los textos, sin ideas preconcebidas". La Comisión Teológica Internacional analizó el tema en la década de 1990; su informe de 1997 no fue publicado, y un informe posterior fue aprobado para su publicación por Joseph Ratzinger en 2002. El segundo informe, más extenso, indicó que el asunto debe decidirlo el Magisterio de la Iglesia.
En 2015, el arzobispo Jean-Paul Durocher de Gatineau, Canadá, pidió la restauración de las mujeres al diaconado en el Sínodo de los obispos sobre la familia. En 2016, el Papa Francisco estableció anteriormente una Comisión para estudiar el ministerio de las diaconisas en la iglesia primitiva, explorando sus funciones, los ritos en los que participaban y las fórmulas empleadas para designarlas como diaconisas. La "Pontificia Comisión para el Estudio del Diaconado de la Mujer" incluyó a doce becarias bajo la presidencia del cardenal Luis Ladaria Ferrer. Las primeras reuniones se celebraron en Roma. En 2018, el Papa Francisco indicó que aún no había decisiones concluyentes, pero que no temía los estudios en curso. Finalmente, en enero de 2019, dos de sus miembros confirmaron que se había presentado formalmente un informe. En octubre de 2019, los miembros del Sínodo de Obispos para la Amazonía pidieron que las mujeres asumieran roles de liderazgo en la Iglesia Católica, aunque no llegaron a pedir diáconos, pero hubo también muchos obispos, que votaron por 137 a 30 a favor de las mujeres diaconisas.
En enero de 2020, la presidenta de la Unión Internacional de Superioras Generales (UISG), que había pedido al Papa Francisco que creara una Comisión para estudiar a las mujeres diaconisas, afirmó que recibieron una sección sobre la historia del informe original de la Comisión.
En febrero de 2020, el Papa Francisco pareció rechazar la posibilidad de ordenar sacerdotes a diáconos casados y dejó de lado la cuestión de las mujeres diaconisas en el plazo inmediato. El 8 de abril de 2020 inició una nueva comisión de diez personas para considerar el tema, pero hasta abril de 2021 la nueva comisión no se había reunido. Se sabe que muchos miembros apoyan el concepto de restaurar a las mujeres al diaconado ordenado.

## Ordenación e igualdad
La Iglesia católica declara que el ministerial sacerdocio está ordenado al servicio de todos los fieles bautizados.
En Mulieris Dignitatem, el Papa Juan Pablo II abogó por el complementarismo cristiano, escribiendo: "Al llamar solo a hombres como sus Apóstoles, Cristo actuó de manera completamente libre y soberana. Al hacerlo, ejerció la misma libertad con que, en toda su conducta, destacó la dignidad y la vocación de la mujer, sin ajustarse a las costumbres imperantes y a las tradiciones sancionadas por la legislación de la época”.
En la Ordinatio sacerdotalis, Juan Pablo II escribió: "el hecho de que la Santísima Virgen María, Madre de Dios y Madre de la Iglesia, no haya recibido ni la misión propia de la Apóstoles ni el sacerdocio ministerial muestra claramente que la no admisión de mujeres a la ordenación sacerdotal no puede significar que las mujeres sean de menor dignidad, ni puede interpretarse como una discriminación contra ellas, sino que debe entenderse como la fiel observancia de un plan. atribuirse a la sabiduría del Señor del universo".
La Iglesia Católica Romana no considera al sacerdote como el único posible líder de oración, y la oración puede ser dirigida por una mujer. Por ejemplo, cuando no hay ningún sacerdote, diácono, lector instituido o acólito instituido disponible, el párroco puede designar a laicos (ya sean hombres o mujeres) para celebrar una Liturgia de la Palabra y distribuir la Sagrada Comunión (que debe ser consagrada previamente por un sacerdote). Durante estas liturgias, el laico debe actuar como "uno entre iguales" y evitar fórmulas o ritos propios de los ministros ordenados.
La vida religiosa es una vocación distinta en sí misma, y las mujeres viven en vida consagrada como monja o hermana religiosa, y a lo largo de la historia de la Iglesia no ha sido raro que una abadesa encabece un monasterio dual, es decir, una comunidad de hombres y mujeres. Las mujeres hoy ejercen muchos roles en la Iglesia. Dirigen programas de catequesis en parroquias, brindan dirección espiritual, sirven como lectores y ministros extraordinarios de la Sagrada Comunión y enseñan teología. En 1994, la Congregación para el Culto Divino y la Disciplina de los Sacramentos interpretó el Código de Derecho Canónico de 1983 para permitir que niñas y mujeres asistieran a Misa como monaguillos.[cita requerida] Todavía mucha gente ve la posición de la Iglesia sobre la ordenación de mujeres como una señal de que las mujeres no son iguales a los hombres en la Iglesia Católica, aunque la Iglesia rechaza esta inferencia. El 11 de enero de 2021 con la Carta Apostólica Spiritus Domini, el Papa Francisco modificó el Canon 230.1 para permitir que tanto hombres como mujeres se instalen formalmente como lectores y acólitos.

## Puntos de vista disidentes

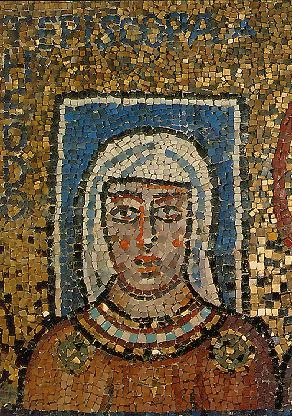
Algunos eruditos entienden que la madre del Papa Pascual I, la Lady Theodora, fue un obispo en la Iglesia Católica.

Desde 2002, sacerdotisas católicas romanas han llevado a cabo ceremonias de ordenación de mujeres para convertirse en diáconos, sacerdotes y obispos., diciendo que estas ordenaciones son válidas porque las ordenaciones iniciales fueron conferidas por un obispo católico válidamente ordenado (Rómulo Antonio Braschi, quien dejó la Iglesia católica en 1975) y por lo tanto están en la línea de sucesión apostólica. Sin embargo, la Iglesia Católica considera que estas ordenaciones no son válidas y decreta excomuniones para los involucrados en las ceremonias.
Roman Catholic Womenpriests interpreta las obras de ciertos eruditos católicos (por ejemplo, el exministro John Wijngaards, el reformista litúrgico Robert W. Hovda y el teólogo Damien Casey), para decir que tienen apoyo doctrinal para la ordenación de mujeres.
La Ordenación Mundial de Mujeres, fundada en 1996 en Austria, es una red de doce grupos nacionales e internacionales cuya misión principal es la admisión de mujeres católicas romanas a todos los ministerios ordenados. Los miembros incluyen Ordenación de mujeres católicas (fundada en marzo de 1993 en el Reino Unido), Mujeres Sacerdotes Católicas Romanas (fundada en 2002 en América), Conferencia de ordenación de mujeres (fundada en 1975 en América) y otros. La primera organización católica registrada que aboga por la ordenación de mujeres fue St. Joan's Alliance, fundada en 1911 en Londres.
En febrero de 2011, 144 teólogos académicos de habla alemana (que constituyen un tercio de los profesores de teología católica en Alemania, Austria y Suiza) presentaron un documento denominado Iglesia 2011 solicitando una lista de concesiones que incluyen "mujeres en (el) ministerio ordenado".
En 2014, el obispo de Basilea, Felix Gmür, permitió a las corporaciones de la iglesia católica de Basilea, que oficialmente solo son responsables de las finanzas de la iglesia, formular una iniciativa apelando a la igualdad entre hombres y mujeres en la ordenación al sacerdocio. También en 2014, la Asociación de Sacerdotes Católicos en Irlanda declaró que la Iglesia Católica debe ordenar mujeres y permitir que los sacerdotes se casen para poder sobrevivir.
Otros disidentes sobre el tema de la ordenación de mujeres son el Austria basado en Llamado a la desobediencia, también a partir de 2013 una minoría en la "Asociación de sacerdotes católicos de EE. UU." estadounidense están a favor de ordenar mujeres como sacerdotes, y la mayoría de esa organización está a favor de permitir que las mujeres sean diáconos.
La Comisión Pontificia Bíblica estudió el asunto en 1976 y no encontró nada en la Sagrada Escritura que prohibiera específicamente a las mujeres acceder al sacerdocio.
Las religiosas católicas fueron participantes importantes en la primera y segunda reuniones de la Conferencia de ordenación de mujeres. En 1979, la Hermana Theresa Kane, entonces presidenta de la Conferencia de Liderazgo de Mujeres Religiosas, habló desde el podio en el Santuario de la Inmaculada Concepción de Washington D. C., y le pidió al Papa Juan Pablo II que incluyera a las mujeres " en todos los ministerios de nuestra Iglesia". En la audiencia había menos de cincuenta hermanas que llevaban brazaletes azules, que simbolizaban la ordenación de mujeres.
Cuando Pew Research encuestó a los estadounidenses en 2015, el 59 por ciento de los que se identificaron como católicos creían que la iglesia debería ordenar mujeres. Sin embargo, estos incluían personas que no se identificaban a sí mismas como practicantes.
En 2015 se publicó una "Historia del movimiento de ordenación de mujeres en la iglesia católica romana de EE. UU.".
Hay al menos una organización que, sin la autoridad de la Iglesia, se llama a sí misma "católica romana" que ordena mujeres como sacerdotes en la actualidad, Mujeres Sacerdotes Católicas Romanas; y varias Iglesias católicas independientes jurisdicciones han estado ordenando mujeres en los Estados Unidos desde aproximadamente finales de la década de 1990. Estas organizaciones son independientes y no reconocidas por la Iglesia católica. Hay varios otros que piden a la Iglesia católica que ordene mujeres, como la Alianza Internacional de Santa Juana, Circles, Hermanos y hermanas en Cristo, Cordenacion de mujeres católicas, y corpus, junto con otros El 19 de abril de 2009, Mujeres Sacerdotes eligió a cuatro obispos para servir en los Estados Unidos: Joan Mary Clark Houk, Andrea Michele Johnson, Maria Regina Nicolosi y Bridget Mary Meehan. La Congregación para la Doctrina de la Fe del Vaticano emitió un decreto en 2008 declarando inválidos tales "intentos de ordenación" y que, dado que los cánones 1378 y 1443 se aplican a quienes participan en estas ceremonias, todos fueron excomulgados. Edward Peters, doctor en derecho canónico, explica que su excomunión resulta en virtud de una combinación de otros cánones que surgen de la aplicación de los cánones 1378 y 1443. En respuesta, Las objeciones enumeradas en los decretos de excomunión se refieren a la ilegalidad de las ordenaciones. Las mujeres sacerdotes dijeron que sus miembros son "miembros leales de la iglesia que se mantienen en la tradición profética de la santa desobediencia a una ley injusta".
En 2017, el obispo alemán Gebhard Fürst apoyó la ordenación de mujeres al diaconado. En octubre de 2019, el obispo alemán Franz-Josef Overbeck dijo que muchas personas católicas no entienden por qué las mujeres no pueden ser diáconos o sacerdotes, lo que él cree que debería cambiarse. El obispo alemán Georg Bätzing apoyó la ordenación de mujeres. En agosto de 2020, el arzobispo alemán Stefan Heße apoyó la ordenación de mujeres en la Iglesia católica.

## Lista de seguidores
- Jeannine Gramick[113]
- Mary E. Hunt[114]
- Mary B. Lynch[115]
- Jamie Manson[116]
- Donna Quinn[113]
- Rosemary Radford Ruether[117]